# Инема (остановочный пункт)
И́нема — остановочный пункт и бывшая железнодорожная станция. Ранее находился на 197,1 км перегона Олонец — Лодейное Поле линии Янисъярви — Лодейное Поле.
На сегодняшний день остановка перенесена на 199 километр перегона из-за большей близости нового положения к главному туристическому объекту местности — Александро-Свирскому монастырю.

## Общие сведения
Остановочный пункт ранее находился в одноимённом посёлке при станции Янегского сельского поселения Лодейнопольского района Ленинградской области. По состоянию на 2019 год бывшая инфраструктура станции (платформа, выложенная тротуарной плиткой, пассажирское здание, здание ПЧ, бетонный забор вдоль перрона) находится в полуразрушенном состоянии. В 2021 году пункт был перенесен в сторону Лодейного Поля (почти на угол автодорог 41К-241 и Кола).
На старом месте остановочный пункт продолжительно не работал по причине отмены любого пассажирского движения, а этому предшествовало сокращение маршрута поезда Лодейное Поле — Янисъярви до станции Питкяранта.

## История
Станция Инема была открыта в 1972 году в составе шестой очереди линии Янисъярви — Лодейное Поле, после того как был построен комбинированный разводной мост через реку Свирь. В результате линия стала транзитной, будучи продлённой до Лодейного Поля. Станция Мегрега, оставшись в стороне, была ликвидирована. До начала 1970-х годов пассажирское движение осуществлялось только до Олонца. Станция Мегрега оставалась тупиковой технической станцией.

## Галерея
- Остановочный пункт Инема (нынешняя локация)
- Общий вид на платформу
- Павильон на платформе

В нескольких метрах от изображённого на левом фото места, утром 4 августа 2025 г. произошло столкновение грузового поезда с автобусом с паломниками, направлявшимися в Александро-Свирский монастырь. Один человек погиб, более десяти пострадали; автобус отбросило на торец платформы.